# 过风坳
过风坳位于中国福建省武夷山市和江西省铅山县交界处，海拔1887米，属武夷山脉，毗邻其主峰黄岗山和第二高峰独竖尖。
27°49′49″N 117°41′00″E / 27.83028°N 117.68333°E